# Brian May
Sir Brian Harold May (ur. 19 lipca 1947 w Londynie) – brytyjski gitarzysta i wokalista rockowy, współzałożyciel zespołu Queen, doktor astronomii. Autor wielu przebojów tej grupy, m.in. „We Will Rock You”, „Who Wants to Live Forever”, „Too Much Love Will Kill You”, „The Show Must Go On”, „No-One but You (Only the Good Die Young)”.
W 2011 roku został sklasyfikowany na 26. miejscu listy 100 najlepszych gitarzystów wszech czasów magazynu Rolling Stone.
W 2023 otrzymał tytuł szlachecki od króla Karola III.

## Kariera muzyczna
W wieku pięciu lat zaczął grać na pianinie, a dwa lata później otrzymał swoją pierwszą gitarę. Mając 16 lat, w sierpniu 1963 rozpoczął z ojcem inżynierem budowę własnej gitary elektrycznej, gdyż z powodów finansowych nie mógł sobie pozwolić na kupno nowej. Gitara ta, nazwana Red Special (lub Fireplace), wykonana została m.in. z fragmentu starego piecyka, części motocykla i guzików, i służyła Brianowi przez całą późniejszą karierę, gdyż wykazała się niecodziennymi cechami, czyniąc brzmienie artysty niepowtarzalnym. May nigdy nie używał kostki do gry – spokojniejsze partie odgrywał palcami, a do szybkich solówek i ostrzejszych riffów używał monety sześciopensowej (jej ząbkowane krawędzie dawały charakterystyczne, „chropowate” brzmienie). Duży wpływ na jego muzykę wywarli m.in. Eric Clapton i Jimi Hendrix.

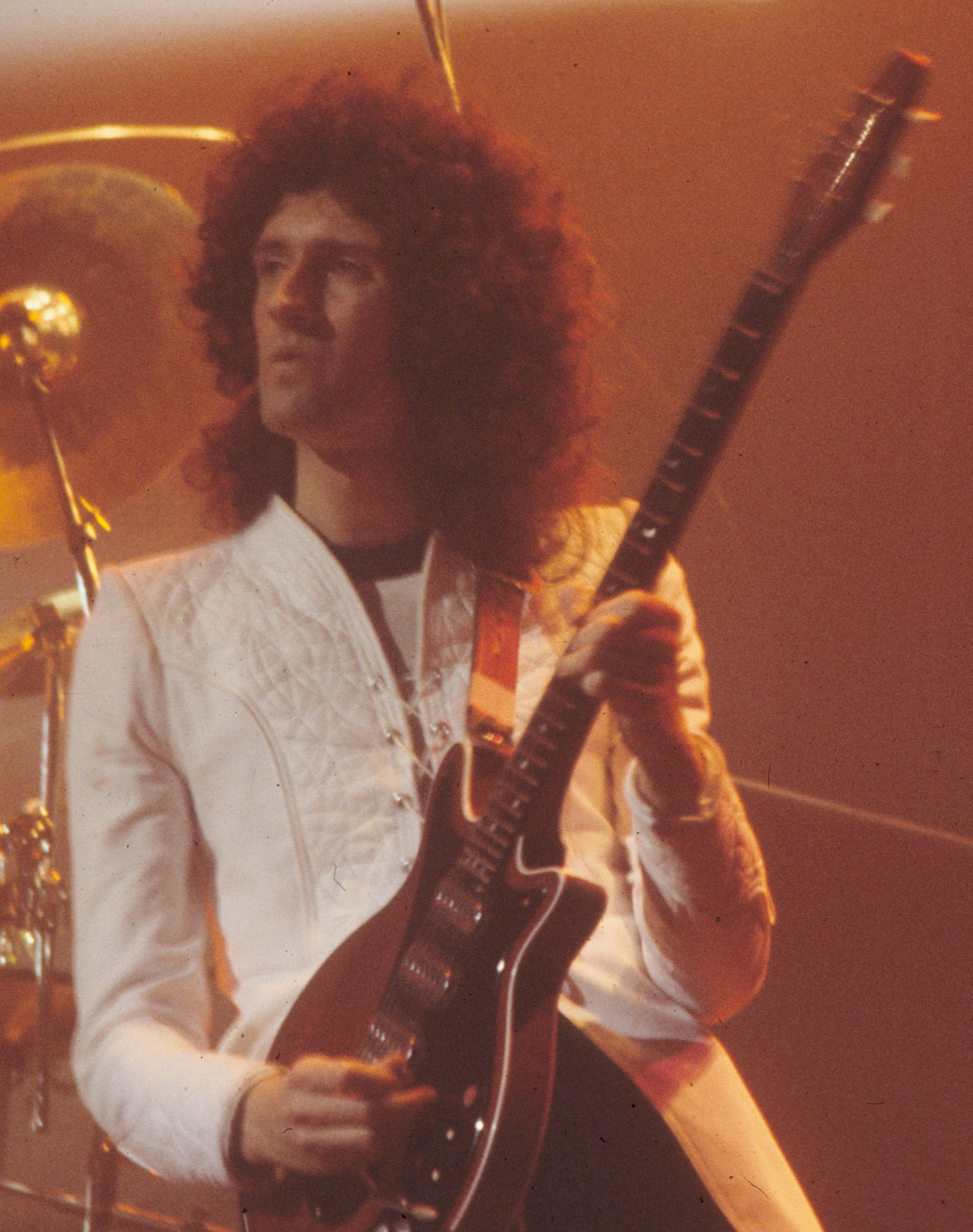
May z gitarą Red Special (1977)

W okresie licealnym grał w zespole 1984, a później wstąpił do grupy Left Handed Marriage, z którą nagrał trzy utwory. Następnie, wraz ze szkolnym kolegą Timem Staffellem, założył zespół Smile, który w 1971 po dołączeniu Freddiego Mercury’ego przemianowano na Queen.
Prowadził też intensywną działalność jako muzyk solowy. Pierwszym dziełem niezwiązanym z Queen był Star Fleet Project, w którego nagraniu brał też udział m.in. Eddie Van Halen. Po śmierci Mercury’ego w 1991 poświęcił się karierze solowej, jednak w międzyczasie pracował również nad ostatnim w historii Queen, niedokończonym za życia Mercury’ego, albumem studyjnym pt. Made in Heaven (wydanym w 1995).
Pojawił się gościnnie na płycie Meat Loaf pt. Bat Out Of Hell III, grając na gitarze w utworze „Bad For Good”.
W 1996 wraz z Rogerem Taylorem przyjechał do Polski, aby odebrać Fryderyka za album Made in Heaven. 30 września 1998 w ramach trasy Another World Tour zagrał koncert w warszawskim klubie Stodoła.
W 2005 królowa Elżbieta II uhonorowała go Orderem Imperium Brytyjskiego III Klasy (CBE).
We wrześniu 2010 koncertem w Hyde Parku w Londynie rozpoczął współpracę z brytyjską wokalistką Kerry Ellis. Latem 2011 wziął udział w jej debiutanckiej trasie koncertowej Anthems: The Tour, a w 2012 odbył z nią wspólną trasę The Born Free Tour. Ponadto wydał z nią kilka wspólnych single: „Born Free” (2012) i „The Badger Swagger” (2013), w którego nagraniu wziął udział również Slash z Guns N’ Roses. 16 czerwca 2013 wydano ich album koncertowy pt. Acoustic by Candlelight. W lutym 2014 ukazał się drugi koncertowy album Maya i Ellis z zapisem koncertu w Montreux z 2013, a na przełomie zimy i wiosny 2014 zagrał z piosenkarką trzecią wspólną trasę Brian May & Kerry Ellis Tour 2014. 31 marca 2014 ukazał się zapis koncertu Maya i Ellis w Montreux na DVD i Blu-rayu. 15 września 2014 ukazał się debiutancki album Ellis, zatytułowany po prostu Kerry Ellis, na którym znalazł się m.in. utwór „The Way We Were” z gitarą Maya. 7 kwietnia 2015 ukazał się trzeci wspólny singiel Maya i Ellis „One Voice”. 16 kwietnia[2015 May pojawił się w londyńskim klubie Palladium na musicalu Cats z udziałem Ellis. 19 stycznia 2016 duet zagrał koncert w The Phesantry w Londynie w hołdzie zmarłemu w tym miesiącu Davidowi Bowiemu. W 2016 wydali kolejne dwa single: „Roll with You” i „Amazing Grace”. 7 kwietnia 2017 ukazał się wspólny album Maya i Ellis pt. Golden Days, na którym znalazły się utwory z wydanych wcześniej singli duetu oraz cover Elvisa Presleya „Can’t Help Falling in Love”. 14 czerwca ukazał się szósty singiel duetu „Panic Attack”. 26 listopada 2021 ukazał się kolejny singiel Maya i Ellis – „Forever and Ever with You”, który nagrali z orkiestrą symfoniczną z Budapesztu.
Równocześnie współpracuje także z innymi wykonawcami. W 2011 nagrał singiel „You and I” z Lady Gagą. 12 sierpnia 2012 wraz z Rogerem Taylorem wystąpił w ceremonii zamknięcia XXX Letnich Igrzysk Olimpijskich w Londynie. W lutym 2014 odbył w Pradze sesję nagraniową z czeską orkiestrą symfoniczną, nagrywając z nią utwór „One Night In Hell”. 3 marca 2014 ukazało się DVD koncertowe Guitar Legends in Sevilla, zawierające zapis koncertu „Rock Night Event” w Sewilli w Hiszpanii z 19 października 1991, w którym wziął udział May. 7 października 2014 wraz z innymi wykonawcami wziął udział w nagraniu utwór „God Only Knows”. 1 kwietnia 2015 nagrał charytatywny singel „Falling in Love”, wspierając chorych na chorobę Kawasakiego. 18 listopada 2016 ukazała się potrójna składanka Air Guitar Anthems, zawierająca wybór ulubionych utworów Maya. Na składance znalazły się również utwory Queen: „Bohemian Rhapsody” i „We Will Rock You”. 21 czerwca 2017 ukazał się charytatywny singiel z coverem Simona i Garfunkela „Bridge Over Troubled Water”, który May nagrał z udziałem wielu innych artystów, a dochód ze sprzedaży singla został przeznaczony na pomoc dla ofiar pożaru w Greenfell. 11 kwietnia 2018 odebrał w Londynie medal Worshipful Company of Musicians za całokształt twórczości. 1 stycznia 2019 ukazał się pierwszy od 20 lat solowy singiel Maya z utworem „New Horizons”. 29 marca wystąpił z Def Leppard na gali wprowadzenia ich do Rock and Roll Hall of Fame. W 2020 wydał dwa single nagrane z zespołem Kings Daughters: „Get Up” i „Dancing in the Rain”, ponadto wziął udział w nagraniu singla „I’m A Woman” z Kerry Ellis, Mazz Murray, Gina Murray i Anną-Jane Casey. W 2021 ukazał się charytatywny singel z piosenką "Oda do radości" Ludwiga van Beethovena, który May nagrał z udziałem wielu hiszpańskich artystów. 26 marca 2023 ukazał się kolejny singel Maya i Ellis "Battlefield". 24 maja ukazał się singiel Sama Rydera "Fought & Lost", w którym May zaśpiewał i zagrał na gitarze. 16 lutego 2024 ukazał się singel Iana Huntera Precious, w którym May zagrał na gitarze.
15 marca ukazał się singel z piosenką "Going Home (Theme From Local Hero)" autorstwa Marka Knopflera. W nagraniu singla, obok Maya, wzięło udział wielu wykonawców, m.in.: Joan Armatrading, Jeff Beck, Joe Bonamassa,  Eric Clapton, Sheryl Crow, Roger Daltrey, David Gilmour, Mark Knopfler, Mike Rutherford, Nile Rodgers, Joe Satriani, Slash, Bruce Springsteen, Ringo Starr, Sting, Pete Townshend, Ron Wood, Zucchero. 12 maja May wziął udział w festiwalu Starmus w Bratysławie; wystąpił u boku Jeana Michela Jarre'a. 27 czerwca ukazał się singel Steve'a Croopera "Too Much Stress", w którym May zagrał na gitarze. 19 lipca May wziął udział w koncercie Andrei Bocellego, śpiewając z nim utwór "Who Wants To Live Forever". 9 listopada ukazał się album gitarzysty Guns N'Roses, Bumblefoot, Bumblefoot Returns, na którym May zagrał na gitarze "w utworze instrumentalnym Once in Forever". 14 listopada ukazał się singel Talii Dean "You Made Your Bed", w którym May zagrał na gitarze. 29 listopada ukazał się album zespołu The Deccan Traps, na którym May zagrał na gitarze w utworze "Dream Of A Thousand Nights". 26 lipca 2025 May ponownie wziął udział w koncercie Andrei Bocellego, wykonując z nim utwór "Too Much Love Will Kill You".
1 czerwca 2023 ukazała się reedycja singla Maya Star Fleet z 1983 roku. 14 lipca ukazał się box Star Fleet Project zawierający m.in. singel Star Fleet na 7-calowym czarnym winylu i album Star Fleet Project na 12-calowym czerwonym winylu.
18 lutego 2025 Brian wystąpił na promocji gitary Gibsona w Londynie. Obok Maya na wydarzeniu pojawili się m.in.: Neil Murray i David Buckett. 12 kwietnia wystąpił na festiwalu Coachella w USA, grając z Bensonem Boonem "Bohemian Rhapsody". 13 lipca wziął udział w musicalu "Just For One Day", wystawionym z okazji 40. rocznicy koncertu Live Aid.

## Kariera naukowa
Studiował fizykę w Imperial College London w Londynie. W pierwszym okresie działalności Queen dorabiał jako nauczyciel matematyki. W 2002 otrzymał doktorat honoris causa uniwersytetu w Hertfordshire. Jest współautorem (wraz z Patrickiem Moore oraz Chrisem Lintottem) traktującej o historii Wszechświata książki „Bang! The Complete History of Universe”.
W 2007 obronił w Imperial College London pracę doktorską pt. Prędkości radialne w zodiakalnej chmurze pyłu kosmicznego, dzięki czemu stał się doktorem astronomii (Ph.D.).
W listopadzie 2007 został mianowany honorowym rektorem Uniwersytetu Johna Moore’a w Liverpoolu.

## Życie prywatne
Był dwukrotnie żonaty. W 1976 poślubił Christine Mullen, z którą wziął rozwód w 1988. Od 2000 jest w związku małżeńskim z brytyjską aktorką i piosenkarką Anitą Dobson. Ma trójkę dzieci. Nagrywa krótkie filmiki na platformę Youtube, w których często występuje z żoną. Działa też charytatywnie.
Pod koniec lat 80. i na początku lat 90. cierpiał na depresję i miał myśli samobójcze. Opisuje siebie jako osobę „niebędącą wyznawcą zorganizowanej religii, ale uważającą, że istnieje jakiś bóg, o którym wiemy bardzo niewiele”.
W maju 2020 poinformował, że przeszedł zawał serca i ma wstawione stenty.
Aby zachować anonimowość, podczas rezerwacji miejsc w hotelu używa pseudonimu Chris Mullins lub Brian Manley.
Tuż przed końcem 2022 roku brytyjski król Karol III opublikował listę poddanych, którym nadał tytuł szlachecki. Znalazło się na niej nazwisko Briana Maya, Otrzymał on odznakę Rycerza Kawalera, jedno z najważniejszych odznaczeń w Wielkiej Brytanii.

## Filmografia
| Tytuł                                                            | Rok  | Uwagi                                       | Źródło |
| ---------------------------------------------------------------- | ---- | ------------------------------------------- | ------ |
| „Lemmy”                                                          | 2002 | film dokumentalny, reżyseria: Peter Sempel  | [ 39 ] |
| „Queen: Days of Our Lives”                                       | 2011 | film dokumentalny, reżyseria: Matt O’Casey  | [ 40 ] |
| „The Royal History of Pop”                                       | 2012 | film dokumentalny, reżyseria: Mark Murray   | [ 41 ] |
| „The Joy of the Guitar Riff”                                     | 2014 | film dokumentalny, reżyseria: Sam Bridger   | [ 42 ] |
| „Classic Rock Roll of Honour: Presented by Orange Amplification” | 2014 | film dokumentalny, reżyseria: Devin Dehaven | [ 43 ] |
| „Bohemian Rhapsody”                                              | 2018 | film fabularny, reżyseria Bryan Singer      | [ 44 ] |

## Nagrody i wyróżnienia
| Rok  | Kategoria                       | Tytułem                       | Nagroda                                            | Nota | Źródło |
| ---- | ------------------------------- | ----------------------------- | -------------------------------------------------- | ---- | ------ |
| 1997 | Best Song Musically & Lyrically | „Too Much Love Will Kill You” | Ivor Novello Award                                 | Laur | [ 45 ] |
| 2010 | Nagroda specjalna               | Brian May                     | International Fund For Animal Welfare (IFAW)       | Laur | [ 46 ] |
| 2013 | Person of the Year              | Brian May                     | People for the Ethical Treatment of Animals (PETA) | Laur | [ 47 ] |
| 2015 | Riff Lord                       | Brian May                     | Metal Hammer Golden Gods Awards                    | Laur | [ 48 ] |